# Chi Thiết
Chi Thiết là một xã thuộc huyện Sơn Dương, tỉnh Tuyên Quang, Việt Nam.
Xã Chi Thiết có diện tích 11,59 km², dân số năm 1999 là 3.112 người, mật độ dân số đạt 269 người/km².